# Liste der Staatsoberhäupter von Florenz
Dies ist eine Liste der Staatsoberhäupter von Florenz.
Sie umfasst die Signori di Firenze (1434–1532) und die Duchi di Firenze (1532–1569). Eine bedeutende Stellung nimmt darin die Familie der Medici ein.

## Liste

### Signori di Firenze, 1434–1532

#### Medici (1434–1494)
| Name (Lebensdaten)                                      | Porträt | Regierungszeit   | Regierungszeit               | Ehefrau                                         | Anmerkung                                      |
| Name (Lebensdaten)                                      | Porträt | Anfang           | Ende                         | Ehefrau                                         | Anmerkung                                      |
| ------------------------------------------------------- | ------- | ---------------- | ---------------------------- | ----------------------------------------------- | ---------------------------------------------- |
| Cosimo il Vecchio (27. September 1389 – 1. August 1464) |         | 6. Oktober 1434  | 1. August 1464               | Contessina de’ Bardi zwei Söhne                 | Sohn von Giovanni, Signore di fatto (de facto) |
| Piero il Gottoso (14. Juni 1416 – 2. Dezember 1469)     |         | 1. August 1464   | 2. Dezember 1469             | Lucrezia Tornabuoni zwei Söhne und drei Töchter | Sohn von Cosimo                                |
| Lorenzo il Magnifico (1. Januar 1449 – 9. April 1492)   |         | 2. Dezember 1469 | 9. April 1492                | Clarice Orsini drei Söhne und fünf Töchter      | Sohn von Piero                                 |
| Piero il Fatuo (15. Februar 1472 – 28. Dezember 1503)   |         | 9. April 1492    | 9. November 1494 (abgesetzt) | Alfonsina Orsini drei Söhne und eine Tochter    | Sohn von Lorenzo, verbannt                     |

#### Anti-Medici-Regierung (1494–1512)
| Name (Lebensdaten)                                      | Porträt | Regierungszeit | Regierungszeit               | Ehefrau             | Anmerkung |
| Name (Lebensdaten)                                      | Porträt | Anfang         | Ende                         | Ehefrau             | Anmerkung |
| ------------------------------------------------------- | ------- | -------------- | ---------------------------- | ------------------- | --- |
| Girolamo Savonarola (21. September 1452 – 23. Mai 1498) |         | November 1494  | 23. Mai 1498                 | –                   | Inspirator der neuen theokratischen Reform; zum Ketzer erklärt, gehängt und auf dem Scheiterhaufen verbrannt |
| Pier Soderini (18. Mai 1450 – 13. Juni 1522)            |         | 1502           | 31. August 1512 (geflüchtet) | Argentina Malaspina | gonfaloniere a vita; der nach der spanischen Invasion floh                                                   |

#### Medici (1512–1527)
| Name (Lebensdaten)                                                   | Porträt | Regierungszeit    | Regierungszeit                        | Ehefrau                                      | Anmerkung |
| Name (Lebensdaten)                                                   | Porträt | Anfang            | Ende                                  | Ehefrau                                      | Anmerkung |
| -------------------------------------------------------------------- | --- | ----------------- | ------------------------------------- | -------------------------------------------- | --- |
| Kardinal Giovanni de’ Medici (11. Dezember 1475 – 1. Dezember 1521)  | | 1. September 1512 | 9. März 1513 (zum Papst gewählt)      | –                                            | Sohn von Lorenzo il Magnifico; Papst unter dem Namen „Leo X.“                                                                 |
| Giuliano de’ Medici, duca di Nemours (12. März 1479 – 17. März 1516) | | 9. März 1513      | 17. März 1516                         | Filiberta di Savoia keine Kinder             | Sohn von Lorenzo il Magnifico                                                                                                 |
| Lorenzo de’ Medici, duca di Urbino (4. September 1493 – 4. Mai 1519) | | 17. März 1516     | 4. Mai 1519                           | Madeleine de la Tour d’Auvergne eine Tochter | Sohn von Piero il Fatuo |
| Kardinal Giulio de’ Medici (26. Mai 1478 – 25. September 1534)       | | 4. Mai 1519       | 19. November 1523 (zum Papst gewählt) | –                                            | figlio naturale, poi legittimato, di Giuliano di Piero de’ Medici; Erzbischof von Florenz; Papst unter dem Namen Clemens VII. |
| Ippolito de’ Medici (1511 – 10. August 1535)                         | | 19. November 1523 | 16. Mai 1527 (abgesetzt)              | –                                            | unehelicher Sohn von Giuliano duca di Nemours                                                                                 |
| Ippolito de’ Medici (1511 – 10. August 1535)                         | Kardinal Silvio Passerini regierte an seiner Stelle; er wurde vom Volk vertrieben, nachdem die Nachricht von der Plünderung Roms (Sacco di Roma) bekannt wurde | 19. November 1523 | 16. Mai 1527 (abgesetzt)              | –                                            | |
| Alessandro de’ Medici (22. Juli 1510 – 6. Januar 1537)               | | 19. November 1523 | 16. Mai 1527 (abgesetzt)              | Margherita d'Austria keine Kinder            | |
| Alessandro de’ Medici (22. Juli 1510 – 6. Januar 1537)               | unehelicher Sohn von Lorenzo II. oder Kardinal Giulio | 19. November 1523 | 16. Mai 1527 (abgesetzt)              | Margherita d'Austria keine Kinder            | |

#### Anti-Medici-Regierung (1527–1530)
| Name (Lebensdaten)                                      | Porträt | Regierungszeit | Regierungszeit             | Ehefrau            | Anmerkung                                                                     |
| Name (Lebensdaten)                                      | Porträt | Anfang         | Ende                       | Ehefrau            | Anmerkung                                                                     |
| ------------------------------------------------------- | ------- | -------------- | -------------------------- | ------------------ | ----------------------------------------------------------------------------- |
| Niccolò Capponi (10. September 1472 – 18. Oktober 1529) |         | 31. Mai 1527   | 17. April 1529 (abgesetzt) | Alessandra Strozzi | Gonfaloniere di Giustizia während der Restauration und Belagerung von Florenz |

#### Medici (1530–1532)
| Name (Lebensdaten)                                     | Porträt | Regierungszeit  | Regierungszeit                | Ehefrau                           | Anmerkung                                                  |
| Name (Lebensdaten)                                     | Porträt | Anfang          | Ende                          | Ehefrau                           | Anmerkung                                                  |
| ------------------------------------------------------ | ------- | --------------- | ----------------------------- | --------------------------------- | ---------------------------------------------------------- |
| Alessandro de’ Medici (22. Juli 1510 – 6. Januar 1537) |         | 12. August 1530 | April 1532 (wird Duca/Herzog) | Margherita d'Austria keine Kinder | kehrte nach der Belagerung von Florenz an die Macht zurück |

### Duchi di Firenze, 1532–1569

#### Medici (1532–1569)
| Name (Lebensdaten)                                     | Porträt | Regierungszeit | Regierungszeit                             | Ehefrau                                          | Anmerkung                                             |
| Name (Lebensdaten)                                     | Porträt | Anfang         | Ende                                       | Ehefrau                                          | Anmerkung                                             |
| ------------------------------------------------------ | ------- | -------------- | ------------------------------------------ | ------------------------------------------------ | ----------------------------------------------------- |
| Alessandro de’ Medici (22. Juli 1510 – 6. Januar 1537) |         | April 1532     | 6. Januar 1537                             | Margherita d'Austria keine Kinder                | ermordet                                              |
| Cosimo I (12. Juni 1519 – 21. April 1574)              |         | 6. Januar 1537 | 27. August 1569 (wird Granduca/Großherzog) | Eleonora di Toledo sieben Söhne und vier Töchter | Sohn von Giovanni dalle Bande Nere und Maria Salviati |